# گرزینو نیامسی
گرزینو نیامسی (انگلیسی: Gerzino Nyamsi؛ زادهٔ ۲۲ ژانویهٔ ۱۹۹۷) بازیکن فوتبال اهل فرانسه است.
از باشگاه‌هایی که در آن بازی کرده‌است می‌توان به باشگاه فوتبال رن اشاره کرد.